# Дабар (Оточац)
Дабар је насељено мјесто у Лици. Припада граду Оточцу, у Личко-сењској жупанији, Република Хрватска.

## Географија
Дабар се налази у подножју Мале Капеле. Смјештен је у Дабарској долини, сјеверно од Гацког поља и јужно од планинског ланца Мале Капеле. На сјеверном рубу насеља клима је планинска, док јужни или доњи дио имају особине претпланинске климе. Дабар је од Оточца удаљен око 19 км сјевероисточно.

## Историја
Дабар се од распада Југославије до августа 1995. године налазио у Републици Српској Крајини. Мјесто је претрпило тешка разарања током овог периода.

## Култура
У Дабру је сједиште истоимене парохије Српске православне цркве. Парохија Дабар припада Архијерејском намјесништву личком у саставу Епархије Горњокарловачке. У Дабру је постојао храм Српске православне цркве Успења Пресвете Богородице саграђен 1770. године, а срушен од стране партизана у Другом свјетском рату. Парохију сачињавају: Глибодол, Мала Капела, Живица и Петрињић Поље.
У Дабру се налази и римокатоличка црква Св. Миховил.

## Становништво
Према попису становништва из 2001. године, Дабар је имао 207 становника. Дабар је према попису становништва из 2011. године, имао 118 становника.
| Националност       | 1991. | 1981. | 1971. | 1961. |
| Срби               | 347   | 445   | 611   |       |
| Хрвати             | 229   | 277   | 436   |       |
| Југословени        | 6     | 12    | 1     |       |
| остали и непознато | 14    | 21    | 10    |       |
| Укупно             | 596   | 743   | 1.058 | '     |

| Демографија | Демографија | Демографија |
| Година      | Становника  | Становника  |
| ----------- | ----------- | ----------- |
| 1961.       | 1.325       |             |
| 1971.       | 1.058       |             |
| 1981.       | 743         |             |
| 1991.       | 596         |             |
| 2001.       | 207         |             |
| 2011.       |             | 118         |

## Попис 1991.
На попису становништва 1991. године, насељено место Дабар је имало 596 становника, следећег националног састава:
| Попис 1991.‍  | Попис 1991.‍  | Попис 1991.‍ | Попис 1991.‍ | Попис 1991.‍ |
| ------------ | ------------ | ----------- | ----------- | ----------- |
|              |              |             |             |             |
| Срби         | Срби         |             | 347         | 58,22%      |
| Хрвати       | Хрвати       |             | 229         | 38,42%      |
| Југословени  | Југословени  |             | 6           | 1,00%       |
| Грци         | Грци         |             | 1           | 0,16%       |
| остали       | остали       |             | 1           | 0,16%       |
| неопредељени | неопредељени |             | 3           | 0,50%       |
| непознато    | непознато    |             | 9           | 1,51%       |
| укупно: 596  |              |             |             |             |

## Познате личности
- Стево Чутурило, српски педагог и писац
- Никола Чутурило, српски композитор и рок музичар